# The Rapture
The Rapture er et amerikansk rock-band.
Gruppen blev dannet i 1998, hvor der blev eksperimenterede med post punk tilsat gamle forældede analoge synthesizere, og de første år udgav de en single, et minialbum og en EP. Gennembruddet kom med den dansable single ’House Of Jealous Lovers’ fra foråret 2002. På nummeret blev der leget med punk- og garagerock tilsat en grotesk portion house og disco. Der kom hurtigt masser af feedback fra diverse dj's verden over, og da først Beck og Daft Punk lod deres begejstring sive nåede hypen nye højder, hermed var vejen til en større pladekontrakt banet.
The Rapture albumdebuterede med deres første LP i 2003 med Echoes, der også husede ’House Of Jealous Lovers’. Nu er bandet klar med deres andet album – hvor lyden bliver lidt mere pop end punk; men stadig med den skæve energiske lyd i centrum. Den første single ’Get Myself Into It’ er en rigtig diskobasker, som vil gøre sig godt på dansegulvene – ikke mindst på de steder som tør udfordre den vanlige lyd. Albummet er produceret af Paul Epworth (Bloc Party, Futureheads) og Ewan Pearson (Depeche Mode, Chemical Brothers, Gwen Stefani). Desuden har Danger Mouse (Gorillaz, Gnarles Barkley) også produceret et par numre.